# Svärtskär och Långskär
För andra betydelser, se Långskär eller Svärtskär.
Svärtskär och Långskär är en ö i Åland (Finland). Den ligger i Skärgårdshavet och i kommunen Kökar i landskapet Åland, i den sydvästra delen av landet. Ön ligger omkring 61 kilometer öster om Mariehamn och omkring 220 kilometer väster om Helsingfors.
Öns area är 23,1 hektar och dess största längd är 1 kilometer i öst-västlig riktning.